# Miguel Irízar Campos
Miguel Irízar Campos CP (Ormaiztegui, 7 de maio de 1934 - Bilbao, 19 de agosto de 2018) foi um clérigo religioso espanhol e bispo católico romano de Callao.
Miguel Irízar Campos ingressou na Congregação Passionista e foi ordenado sacerdote em 16 de março de 1957.
Papa Paulo VI nomeou-o em 25 de março de 1972 Bispo Titular de Elo e Vigário Apostólico de Yurimaguas. O Cardeal Prefeito da Congregação para a Evangelização dos Povos, Agnelo Rossi, o consagrou em 25 de julho do mesmo ano; Co-consagradores foram Venâncio Celestino Orbe Uriarte CP, Prelado de Moyobamba, e Joseph Gustave Roland Prévost Godard PME, Vigário Apostólico de Pucallpa.
O Papa João Paulo II o nomeou Bispo Coadjutor de Callao em 6 de agosto de 1989. Com a aposentadoria de Ricardo Durand Flórez SJ em 17 de agosto de 1995, ele o sucedeu como Bispo de Callao.
Em 12 de dezembro de 2011, o Papa Bento XVI aceitou a renúncia apresentada por Miguel Irízar Campos por motivos de idade.